# Кірхдорф-ін-Тіроль
Кірхдорф-ін-Тіроль (нім. Kirchdorf in Tirol) — містечко й громада округу Кіцбюель у землі Тіроль, Австрія.
Кірхдорф-ін-Тіроль лежить на висоті  641 над рівнем моря і займає площу 113,82 км². Громада налічує 3859 мешканців. 
Густота населення 34/км².  
Кірхдорф лежить у долині Лойкен. Громада складається з кількох розкиданих невеличких сіл. До неї належить також частина хребта Вільдер Кайзер. 
|                                             |
| Кірхдорф-ін-Тіроль на мапі округу та землі. |

```
Адреса управління громади: Dorfplatz 4, 6382 Kirchdorf in Tirol. 
```

## Демографія
Історична динаміка населення міста за даними сайту Statistik Austria